# Rhododendron pseudotrichanthum
Rhododendron pseudotrichanthum är en ljungväxtart som beskrevs av Herman Otto Sleumer. Rhododendron pseudotrichanthum ingår i släktet rododendron, och familjen ljungväxter. Inga underarter finns listade i Catalogue of Life.